# Almhög
Almhög is een deelgebied (Delområde) in het stadsdeel Fosie van de Zweedse stad Malmö. De wijk telt 3.550 inwoners (2013) en heeft een oppervlakte van 0,34 km². Almhög bestaat voornamelijk uit woningen uit de jaren 20 en appartementen uit de jaren 50 van de twintigste eeuw.
Uit de statistieken van 1 januari 2008 bleek dat 66 procent van de inwoners van de wijk allochtoon is.